# San Miguel Chapultepec
San Miguel Chapultepec est un quartier de la division territoriale Miguel Hidalgo, dans la ville de Mexico, au Mexique.